# William Weintraub
Pour les articles homonymes, voir Weintraub.
William Weintraub, né le 19 février 1926 et mort le 6 novembre 2017 à  Montréal, est un documentariste à l'Office national du film, romancier et journaliste au quotidien montréalais The Gazette. Il a réalisé, produit ou travaillé sur 150 films avec l'ONF, dont le long métrage de 1974 Why Rock the Boat?, basé sur son propre roman. Il a exploré l’état de la communauté anglophone à Montréal avec des œuvres telles que le documentaire historique, The Rise and Fall of English Montreal (en) (1992) et son roman satirique controversé, The Underdogs (1979),,.

## Distinctions
- 2003 - Officier de l'ordre du Canada